# 雅可比2NT
雅可比2NT是桥牌中的一种约定叫。由美国桥牌家Oswald Jacoby发明。在同伴开叫1H（1♥）或1S（1♠）后，应叫方跳叫2NT表示以下含义：
- 具有开叫实力（一般是12大牌点以上或者满足“20法则”，意即他的牌點加上最長兩門的張數有20），并且
- 对开叫花色有至少4张支持。

雅可比2NT用于询问同伴的单张或缺门，同时在同伴的花色上逼叫进局。在双方使用斯普林特约定叫的体系中，雅可比2NT也表示对斯普林特的否定（没有单张及空门，或者超出了斯普林特限制的点力范围）。
有兩個要注意的點：
- 如果應叫人曾經PASS過，那此特約將不再適用，此時若應叫人叫出2NT，表示的是11~12大牌點的均型牌（而且開叫的那門高花大概是兩張或者三張，如果是三張則大概不會有大牌），邀請成局但不迫叫。因為此時顯然應叫人不會有開叫實力，開叫人應該能清楚的意識到兩種情況的差別。
- 一線低花開叫時，2NT答叫表示11~12點的平均牌型，否定四張高花及五張低花，表示邀請3NT。無論答叫人是否有PASS過，表達的含意都相同。

## 开叫人对雅可比2NT的回应
一般來說，此時開叫雙方的基本原則是，如果有興趣衝上滿貫合約，那就慢慢的把旁門的情況（大牌、長門、短門）詳細描述清楚；反之如果手上的牌是低限點力也沒有足夠強的牌型，那就盡速到四線合約結束叫牌。

### 開叫人持有平均牌型
持有均型牌时，开叫人的再叫如下：
- 16个大牌点及以上時，加叫到三阶开叫花色。如果應叫人不是開叫底限力量，滿貫是很有可能的。
- 14-15大牌点時，加叫到3NT。邀請上滿貫：如果應叫人是一線開叫的高限點力，或者是有很好的牌型，還是有可能打成滿貫，否則便停在四線。
- 14个大牌点及以下時，加叫到四阶开叫花色。一般來說，應叫人都會在這裡PASS。少數情況下應叫人會喊出4NT繼續逼叫，不過如果他真的有這個力量（大概要至少20大牌點），他大可以在第一次應叫的時候就直上4NT的。

### 開叫人持有非平均牌型
在雙方皆是平均牌型的情況下，要打成一個滿貫合約至少要有33點，因此叫牌上著重在描述自己手上的點力。但当持有非均型牌时，開叫人應該優先描述自己的牌型而非點力，因為可能會有建立第二個長門來處理旁門失蹬的機會、再來要是有旁門單張或缺門的話，就算雙方這門完全沒有大牌最多也只失掉一副，這兩種情況下，即使兩人合計大約僅有30上下的牌點，還是能打成一個滿貫合約。常见的再叫方式有两种，可由牌手自行决定。这两种叫法仅在旁門的叫法规定上有所不同。

#### 方式一
早期的方式采用如下约定：
- 当黑桃有缺门或者其他花色有单张时，开叫人叫相应花色的三阶叫品。
- 当红心、方块或梅花有缺门时，开叫人叫相应花色的四阶叫品。（注意：当开叫人的黑桃缺门时，应该叫3♠而不是4♠。这是为了保证当满贯定约无法达成时，定约能够停在4♥。）

#### 方式二
较新的方式采用如下约定：
- 当有另一個五张以上牌組时，叫出该花色的四阶叫品。在美國標準黃卡制下，開叫1H的人往往不會有五張黑桃，如果有，那表示兩種可能情況：第一是他持有高限開叫點力，原先就打算在我們回答之後進行2S倒叫；第二是他有六張或更多的紅心跟五張黑桃這種極端牌型。無論哪種情況，會開叫1H的人在這種場合叫出4S都是很少見的，而且至少都保證有一些額外的力量，就算真的要停在5H的話通常也有不錯的贏面。
- 在上述条件不成立的前提下，如果在某一门花色中有单张或者缺门，叫出该花色的三阶叫品。

當開叫一線高花的人持有一個五張旁門時，他肯定還會有一個單張或缺門的花色。一般來說，如果那個旁門有足夠強度（兩張點牌，至少一張是K或A），優先叫出那個牌組，如果那個旁門不夠力量，則叫出短門。

## 应叫者的再叫
叫出雅可比2NT的应叫者须估算双方手牌实力，并作出以下选择中的一种：
- 叫出双方同意的花色上的四阶定约（如果同伴已经叫到相应的四阶定约，则选择pass）。
- 如果有打成满贯定约的可能性，可利用扣叫和／或满贯约定叫寻求一个合适的定约。

## 变种
在某些体系中，2NT仅表示邀请实力（10点以上,至少4张支持, 仅逼叫到三阶），而不是逼叫进局。
雅可比2NT是为五张高花开叫体系设计的. 它也可以在四高花开叫体系中使用，如 Acol，出于实用方面的考虑，这些体系中开叫者的答叫方法有一些更改，用来专门应对自己只有四张将牌的情况（一般使用3NT来表示）。同时，三阶和四阶加叫的含义也发生了变化：三阶表示长套，四阶表示单缺（斯普林特约定叫）。
在一些种类的Acol体系中, 3NT的答叫用于代替2NT，表示13-15大牌点，4张支持，无单缺。而2NT则给了开叫人更多空间来描述牌型和牌力（如果他有满贯兴趣的话）。